# Styloleptus nigrofasciatus
Styloleptus nigrofasciatus là một loài bọ cánh cứng trong họ Cerambycidae.